# Kandi FM
Kandi FM est une station de radio privée communautaire située dans la ville de Kandi, département de l'Alibori au Bénin. Lancée le 24 janvier 2004, elle diffuse ses programmes sur la fréquence des 102.9 MHz en bande FM.

## Histoire de la radio
Kandi FM est créée en 2004 sous l'initiative de l'association de développement IRIBONSE. Elle commence ses émissions avec l'appui financier tripartite de la Mairie de Kandi, de l'Union Communale des Producteurs et de la Coopération Villefranche-Sur-Saône à partir du 24 janvier 2004. A l’époque, elle couvre un espace auditif de cent kilomètres environ. En 2019, elle lance l'émission couleurs vacances qui est une émission animée par jeunes étudiants en journalisme. Le programme sera par la suite reconduit à sa deuxième édition en 2020,.

## Diffusion
Les programmes de Kandi FM sont diffusés en bande FM sur la fréquence de 102.9 MHz dans le Nord du Bénin. La chaîne a pour cibles, les locuteurs Mokolé, peul, Dendi et Baatonou. Kandi FM est une radio communautaire qui cible le milieu rural avec des contenus axés sur la culture et plusieurs autres thématiques comme la santé, l’hygiène, l’environnement, le développement économique local, le genre, le sport, l’agriculture. Elle diffuse également des divertissements et des informations locales sur certaines plateformes de streaming.

## Émission
Kandi FM est une radio communautaire qui émet tous les jours de six heures à onze heures à zéro heure 
dans la matinée, puis de dix sept heures à vingt trois heures en soirée. Pour la matinée pendant les fin de semaine et jours fériés, elle diffuse de sept heures à douze heures et de dix sept heures à minuit et propose des émissions suivantes:
- Journal des auditeurs Mokolé
- Couleurs vacances
- Santé pour tous Bariba
- Vie et culture fulfudé
- Vie et culture Mokolé
- Émission Fongbé
- UEEB Mokolé
- Fou rire
- Jeux radiophoniques
- Dédicaces